# Otto Henrik af Pfalz
Otto Henrik af Pfalz (tysk: Ottheinrich von der Pfalz) (født 10. april 1502 i Amberg, død  12. februar 1559 i Heidelberg) fra slægten Wittelsbach var pfalzgreve af Oberpfalz-Neuburg fra 1505 til 1559 og kurfyrste af Pfalz fra 1556 til 1559.

## Forældre
Otto Henrik var søn af  fyrstbiskop Ruprecht den dydige (1481–1504) af Freising og sønnesøn af Filip den Oprigtige, kurfyrste af Pfalz. Hans mor var Elisabeth af Bayern-Landshut (1478–1504) som var datter af hertug Georg den rige af Bayern-Landshut. 

## Ægteskab
Otto Henrik giftede sig med Susanna af Bayern (1502–1543). Hun var datter af hertug Albrecht 4. af Bayern-München og datterdatter af kejser Frederik 3. De fik ingen børn.